# Virgin Territory
Virgin Territory is een film uit 2007 onder regie van David Leland.

## Verhaal
Italië 1348: Een groep jonge Florentijnen (waaronder Pampinea) zoekt een toevluchtsoord op het Italiaanse platteland. Wanneer ze dat gevonden hebben komt Pampinea (Barton) in aanraking met een jongen (Christensen).

## Rolverdeling
| Acteur             | Personage         |
| ------------------ | ----------------- |
| Hayden Christensen | Lorenzo           |
| Mischa Barton      | Pampinea          |
| Christopher Egan   | Dioneo            |
| Silvia Colloca     | Lisabetta         |
| Coral Beed         | Mona              |
| Ryan Cartwright    | Ghino             |
| Rupert Friend      | Alessandro Felice |
| Matthew Rhys       | Graaf Dzerzhinsky |
| Tim Roth           | Gerbino           |